# ウイニングカラーズ
ウイニングカラーズ(Winning Colors)  とはアメリカ合衆国の競走馬、繁殖牝馬。主な勝ち鞍に1988年のケンタッキーダービー、サンタアニタダービー、サンタアニタオークス。1988年のエクリプス賞最優秀3歳牝馬に選出された。

## 競走馬時代
- 特記事項なき場合、本節の出典はEQIBASE[1]

1歳時、キーンランドジュライセールにてウエイン・ルーカスに見出され、575,000ドルで落札された。
1987年8月13日、サラトガ競馬場でのメイドン競走でデビューし、1着。続くアローワンス競走も勝ち、3歳を迎えて初戦のラセンチネラステークスも勝って年をまたいで3連勝とする。ラスヴァージネスステークスでグッバイヘイローの2着 ののちサンタアニタオークスを制し、ここでのパフォーマンスが良かったと見なされたためサンタアニタダービーに駒を進め、牡馬を下して勝利した。サンタアニタダービーでのパフォーマンスはルーカスが予期していたものよりはるかに良く、ケンタッキーダービーへ向かうこととなる。ケンタッキーダービーではフォーティナイナー、ブライアンズタイム、シーキングザゴールド、リズンスターなどのメンバー相手に先手を取り、最後はフォーティナイナーにクビ差まで迫られたが凌いで、史上3番目の牝馬によるケンタッキーダービー優勝を果たした。三冠2戦目のプリークネスステークスはリズンスター、ブライアンズタイムに続く3着、3戦目のベルモントステークスはリズンスターの6着に終わった。秋はマスケットステークスでパーソナルエンスンの2着、スピンスターステークス4着を経てブリーダーズカップ・ディスタフで再びパーソナルエンスンに2着に屈したが、この競走はブリーダーズカップ史上に残る名勝負とも言われた。1988年は10戦してケンタッキーダービーなどG1競走3勝を含む4勝を挙げ、エクリプス賞最優秀3歳牝馬に選ばれた。
4歳となった1989年は7戦し、8月のアローワンス競走と9月のターフウェイバドワイザーブリーダーズカップハンデキャップに勝利したのみで、ブリーダーズカップ・ディスタフ9着が最後の競馬となった。

## 引退後
引退直後、410万ドルでゲインズウェイファームが購入し、同牧場で繁殖牝馬として繋養された。10頭の産駒のうち1993年生まれのゴールデンカラーズ、1994年生まれのダンジグカラーズは日本で競走生活を送り、繁殖牝馬となった。その他1992年生まれのミンデンローズ、1995年生まれのストーミンウイニーは繁殖牝馬として日本に輸入された。ゴールデンカラーズの仔にキーンランドカップを制したチアフルスマイル、ストーミンウイニーの孫に地方重賞7勝のセブンカラーズ、ミンデンローズの曾孫に地方重賞13勝のスーパーステションがいる。2000年にはアメリカ競馬殿堂入りを果たした。
2008年2月17日の朝、疝痛による合併症の為安楽死処分がとられ、レキシントン近郊のグリーンツリーファームに埋葬された。

### 産駒一覧
| 生年   | 馬名               | 性 | 毛色   | 父             | 馬主                          | 管理調教師                   | 戦績       | 主な勝利競走 | 供用         | 出典                 |
| ------ | ------------------ | -- | ------ | -------------- | ----------------------------- | ---------------------------- | ---------- | ------------ | ------------ | -------------------- |
| 1991年 | Shbakni            | 牝 | 黒鹿毛 | Mr. Prospector | Sheikh Mohammed               | Andre Fabre                  | 14戦0勝    |              | （繁殖牝馬） | [ 5 ] [ 6 ] [ 7 ]    |
| 1992年 | Minden Rose        | 牝 | 芦毛   | Mr. Prospector | Sheikh Mohammed →伊藤佳幸     | Andre Fabre →William I. Mott | 4戦1勝     |              | （繁殖牝馬） | [ 8 ] [ 9 ] [ 10 ]   |
| 1993年 | ゴールデンカラーズ | 牝 | 鹿毛   | Mr. Prospector | 中村寛俊                      | 栗東・中村好夫               | 10戦3勝    |              | （繁殖牝馬） | [ 11 ]               |
| 1994年 | ダンジグカラーズ   | 牝 | 鹿毛   | Danzig         | 中村和夫                      | 栗東・伊藤雄二               | 13戦3勝    |              | （繁殖牝馬） | [ 12 ]               |
| 1995年 | Stormin Winnie     | 牝 | 芦毛   | Storm Cat      |                               |                              | （不出走） |              | （繁殖牝馬） | [ 13 ] [ 14 ]        |
| 1996年 | Will Will Win      | 牡 | 栗毛   | Rahy           | ？                            | D. Kannemeyer                | SAF7戦1勝  |              |              | [ 15 ] [ 16 ]        |
| 1998年 | Northwest Colors   | 牝 | 鹿毛   | Broad Brush    | Northwest Farms LLC.          | Richard J. Lundy             | 5戦1勝     |              |              | [ 17 ] [ 18 ]        |
| 1999年 | Dr. Litin          | 牡 | 芦毛   | Broad Brush    | Aaron U. and Marie D. Jones   | Eduardo Inda                 | 3戦0勝     |              | （種牡馬）   | [ 19 ] [ 20 ]        |
| 2006年 | Ocean Colors       | 牝 | 芦毛   | Orientate      | Gainesway Thoroughbreds, Ltd. | Steven M. Asmussen           | 13戦3勝    |              |              | [ 21 ] [ 22 ]        |
| 2007年 | Silver Colors      | 牝 | 芦毛   | Mr. Greeley    | Antony R. Beck                | Jeremy Noseda                | 4戦0勝     |              | （繁殖牝馬） | [ 23 ] [ 24 ] [ 25 ] |

## 血統表
| ウイニングカラーズ(Winning Colors)の血統 | ウイニングカラーズ(Winning Colors)の血統       | ウイニングカラーズ(Winning Colors)の血統 | （血統表の出典）              | （血統表の出典） |
| 父系                                     | カロ系                                         | カロ系                                   | カロ系                        | [ § 2 ]          |
| 父 Caro 1967 芦毛 アイルランド           | 父の父*フォルティノ Fortino 1959 芦毛 フランス | Grey Sovereign                           | Nasrullah                     | Nasrullah        |
| 父 Caro 1967 芦毛 アイルランド           | 父の父*フォルティノ Fortino 1959 芦毛 フランス | Grey Sovereign                           | Kong                          |                  |
| 父 Caro 1967 芦毛 アイルランド           | 父の父*フォルティノ Fortino 1959 芦毛 フランス | Ranavalo                                 | Relic                         | Relic            |
| 父 Caro 1967 芦毛 アイルランド           | 父の父*フォルティノ Fortino 1959 芦毛 フランス | Ranavalo                                 | Navarra                       |                  |
| 父 Caro 1967 芦毛 アイルランド           | 父の母Chambord 1955 栗毛 イギリス              | Chamossaire                              | Precipitation                 | Precipitation    |
| 父 Caro 1967 芦毛 アイルランド           | 父の母Chambord 1955 栗毛 イギリス              | Chamossaire                              | Snowberry                     |                  |
| 父 Caro 1967 芦毛 アイルランド           | 父の母Chambord 1955 栗毛 イギリス              | Life Hill                                | Solario                       | Solario          |
| 父 Caro 1967 芦毛 アイルランド           | 父の母Chambord 1955 栗毛 イギリス              | Life Hill                                | Lady of the Snows             |                  |
| 母 All Rainbows 1973 鹿毛 アメリカ       | 母の父Bold Hour 1964 黒鹿毛 アメリカ           | Bold Ruler                               | Nasrullah                     | Nasrullah        |
| 母 All Rainbows 1973 鹿毛 アメリカ       | 母の父Bold Hour 1964 黒鹿毛 アメリカ           | Bold Ruler                               | Miss Disco                    |                  |
| 母 All Rainbows 1973 鹿毛 アメリカ       | 母の父Bold Hour 1964 黒鹿毛 アメリカ           | Seven Thirty                             | Mr. Music                     | Mr. Music        |
| 母 All Rainbows 1973 鹿毛 アメリカ       | 母の父Bold Hour 1964 黒鹿毛 アメリカ           | Seven Thirty                             | Time to Dine                  |                  |
| 母 All Rainbows 1973 鹿毛 アメリカ       | 母の母Miss Carmie 1966 鹿毛 アメリカ           | T.V. Lark                                | Indian Hemp                   | Indian Hemp      |
| 母 All Rainbows 1973 鹿毛 アメリカ       | 母の母Miss Carmie 1966 鹿毛 アメリカ           | T.V. Lark                                | Miss Larksfly                 |                  |
| 母 All Rainbows 1973 鹿毛 アメリカ       | 母の母Miss Carmie 1966 鹿毛 アメリカ           | Twice Over                               | Ponder                        | Ponder           |
| 母 All Rainbows 1973 鹿毛 アメリカ       | 母の母Miss Carmie 1966 鹿毛 アメリカ           | Twice Over                               | Twosy                         |                  |
| 母系(F-No.)                              | (FN:23-b)                                      | (FN:23-b)                                | (FN:23-b)                     | [ § 3 ]          |
| 5代内の近親交配                          | Nasrullah 4 × 4 × 5 ＝ 15.63%                  | Nasrullah 4 × 4 × 5 ＝ 15.63%            | Nasrullah 4 × 4 × 5 ＝ 15.63% | [ § 4 ]          |
| 出典                                     | 1. 2. 3. 4.                                    | 1. 2. 3. 4.                              | 1. 2. 3. 4.                   | 1. 2. 3. 4.      |

- タップダンスシチーは甥[3][27]